# 온라인 게임의 신부는 여자아이가 아니라고 생각한 거야?
《온라인 게임의 신부는 여자아이가 아니라고 생각한 거야?》(ネトゲの嫁は女の子じゃないと思った？ 네토게노 요메와 온나노코 자나이토 오못타[*])는 키네코 시바이가 집필한 일본의 라이트 노벨이다. 2013년 7월부터 2023년 12월까지 간행되었다. 일러스트는 Hisasi가 담당하고 있다. 약칭은 네토요메(ネトゲの嫁). 2017년 2월 시점에서 시리즈 누계 발행 부수는 105만 부를 기록했다.

## 줄거리
현립 마에가사키고교에 다니는 온라인 게임을 좋아하는 남고생인 니시무라 히데키는 MMORPG인 「레전더리 에이지」에서 여성 캐릭터에게 고백했지만 상대가 자신이 「넷카마」라 알려주어 큰 충격을 받는다. 그 트라우마에서 「현실과 게임은 별개」라고 구분하면서, 현재 자신이 속한 길드 「앨리 캣츠」의 면면과 게임을 즐기고 있었다. 하지만, 동료 중 하나인 「아코」와 게임 속에서 결혼하게 된다. 게다가 히데키는 길드 마스터에게서서 첫 '오프라인 모임'의 개최에 초대받은 것이었다.

## 등장인물
제10권에서 등장인물의 학년이 하나 올라간다.

### 주요 인물
니시무라 히데키(西村 英騎)
성우 - 토요나가 토시유키
본작의 주인공. 마에가사키 고등학교 1학년. 취미가 온라인 게임인 오타쿠. MMORPG 레전더리 에이지(이하 LA)에서의 캐릭터명은 '루시안'.
타마키 아코(玉置 亜子)
성우 - 히다카 리나
본작의 히로인. 마에가사키 고등학교 1학년. LA에서의 캐릭터명은 본명과 같은 '아코'. 온라인 게임 내에서 루시안에게 고백해 부부가 된다.
세가와 아카네(瀬川 茜)
성우 - 미나세 이노리
마에가사키 고등학교 1학년. 히데키의 클래스메이트. 트윈테일의 소녀로 오타쿠를 싫어하고, 특히 히데키에 대한 공격적인 언동이 눈에 띈다. LA에서의 캐릭터명은 '슈바인'.
고쇼인 쿄우(御聖院 杏)
성우 - M·A·O
마에가사키 고등학교 2학년. 이사의 딸로 학생 회장. LA에서의 캐릭터명은 '애플리코트'.
아키야마 나나코(秋山 奈々子)
성우 - 오오와다 히토미
마에가사키 고등학교 1학년. 당초에는 이름이 없고 '여고생 A'라고 호칭되었다. LA에서의 캐릭터명은 '세테'.
사이토 유이(斉藤 結衣)
성우 - 난죠 요시노
마에가사키 고등학교의 교사로, 담당 과목은 국어. 연령은 20대 초반에 미혼. LA에서의 캐릭터명은 '고양이공주'.

### 현립 마에가사키 고등학교
타카사키 소우(高崎 想)
성우 - 타케우치 소우
마에가사키 고등학교 1학년. 히데키의 클래스메이트로 비교적 차례가 많다.
시조 타쿠미(四条 匠)·죠노우치 료(幕ノ内 亮)
마에가사키 고등학교 1학년. 히데키의 클래스메이트.

### 가족 관계자
니시무라 미즈키(西村 瑞姫)
성우 이이즈카 마유
히데키의 여동생으로 중학교 3학년. 히데키는 모르지만 온라인 게임을 하고 있어, LA에서의 캐릭터명은 '슈슈'.
아코의 어머니
성우 - 타카모토 메구미
아코의 어머니로, 아코가 문제점을 모두 해결해, 그대로 성장한 것 같은 미인.

### LA의 플레이어
†검은 마도사†
성우 - 유사 코지
LA의 주요 길드 'TMW'의 길드 마스터. 이른바 온라인 게임 폐인에 가까운 인물로, 길드 멤버도 사생활을 희생하고 있는 사람까지 있는 폐인 집단.
†크라우드†
성우 - 야마시타 세이이치로
길드 '고양이 공주 친위대'의 리더. 고양이 공주를 숭배할 만큼, 그녀를 여왕으로 하는 길드를 동지들과 결성한다.

## 용어
레전더리 에이지
본작의 등장인물들이 플레이하고 있는 중소 MMORPG. 약칭은 「LA」. 결혼 시스템이 구현되어 있다.
앨리 캣츠
주인공이 소속하는 길드. 멤버는 시안, 아코, 슈바인, 아프리곳으로 4명. 길드명의 의미는 「길고양이」.

## 간행 목록

### 소설
| 권수 | 타이틀                                                      | 초판발행일       | ISBN                   |
| ---- | ----------------------------------------------------------- | ---------------- | ---------------------- |
| 1    | 온라인 게임의 신부는 여자아이가 아니라고 생각한 거야? Lv.1  | 2013년 7월 10일  | ISBN 978-4-04-891799-5 |
| 2    | 온라인 게임의 신부는 여자아이가 아니라고 생각한 거야? Lv.2  | 2013년 10월 10일 | ISBN 978-4-04-866030-3 |
| 3    | 온라인 게임의 신부는 여자아이가 아니라고 생각한 거야? Lv.3  | 2014년 2월 8일   | ISBN 978-4-04-866332-8 |
| 4    | 온라인 게임의 신부는 여자아이가 아니라고 생각한 거야? Lv.4  | 2014년 5월 10일  | ISBN 978-4-04-866572-8 |
| 5    | 온라인 게임의 신부는 여자아이가 아니라고 생각한 거야? Lv.5  | 2014년 8월 9일   | ISBN 978-4-04-866780-7 |
| 6    | 온라인 게임의 신부는 여자아이가 아니라고 생각한 거야? Lv.6  | 2014년 12월 10일 | ISBN 978-4-04-869090-4 |
| 7    | 온라인 게임의 신부는 여자아이가 아니라고 생각한 거야? Lv.7  | 2015년 4월 10일  | ISBN 978-4-04-865065-6 |
| 8    | 온라인 게임의 신부는 여자아이가 아니라고 생각한 거야? Lv.8  | 2015년 8월 8일   | ISBN 978-4-04-865340-4 |
| 9    | 온라인 게임의 신부는 여자아이가 아니라고 생각한 거야? Lv.9  | 2015년 12월 10일 | ISBN 978-4-04-865587-3 |
| 10   | 온라인 게임의 신부는 여자아이가 아니라고 생각한 거야? Lv.10 | 2016년 4월 9일   | ISBN 978-4-04-865914-7 |
| 11   | 온라인 게임의 신부는 여자아이가 아니라고 생각한 거야? Lv.11 | 2016년 6월 10일  | ISBN 978-4-04-865956-7 |
| 12   | 온라인 게임의 신부는 여자아이가 아니라고 생각한 거야? Lv.12 | 2016년 10월 8일  | ISBN 978-4-04-892452-8 |
| 13   | 온라인 게임의 신부는 여자아이가 아니라고 생각한 거야? Lv.13 | 2017년 2월 10일  | ISBN 978-4-04-892664-5 |
| 14   | 온라인 게임의 신부는 여자아이가 아니라고 생각한 거야? Lv.14 | 2017년 6월 9일   | ISBN 978-4-04-892952-3 |
| 15   | 온라인 게임의 신부는 여자아이가 아니라고 생각한 거야? Lv.15 | 2017년 10월 7일  | ISBN 978-4-04-893401-5 |
| 16   | 온라인 게임의 신부는 여자아이가 아니라고 생각한 거야? Lv.16 | 2018년 2월 10일  | ISBN 978-4-04-893615-6 |
| 17   | 온라인 게임의 신부는 여자아이가 아니라고 생각한 거야? Lv.17 | 2018년 6월 9일   | ISBN 978-4-04-893900-3 |
| 18   | 온라인 게임의 신부는 여자아이가 아니라고 생각한 거야? Lv.18 | 2018년 11월 10일 | ISBN 978-4-04-912098-1 |
| 19   | 온라인 게임의 신부는 여자아이가 아니라고 생각한 거야? Lv.19 | 2019년 4월 10일  | ISBN 978-4-04-912460-6 |
| 20   | 온라인 게임의 신부는 여자아이가 아니라고 생각한 거야? Lv.20 | 2019년 9월 10일  | ISBN 978-4-04-912799-7 |
| 21   | 온라인 게임의 신부는 여자아이가 아니라고 생각한 거야? Lv.21 | 2020년 4월 10일  | ISBN 978-4-04-913182-6 |
| 22   | 온라인 게임의 신부는 여자아이가 아니라고 생각한 거야? Lv.22 | 2023년 11월 10일 | ISBN 978-4-04-913582-4 |
| 23   | 온라인 게임의 신부는 여자아이가 아니라고 생각한 거야? Lv.23 | 2023년 12월 8일  | ISBN 978-4-04-915142-8 |

### 만화
| 권수 | 타이틀                                                     | 초판발행일       | ISBN                   |
| ---- | ---------------------------------------------------------- | ---------------- | ---------------------- |
| 1    | 온라인 게임의 신부는 여자아이가 아니라고 생각한 거야? Lv.1 | 2015년 3월 10일  | ISBN 978-4-04-869365-3 |
| 2    | 온라인 게임의 신부는 여자아이가 아니라고 생각한 거야? Lv.2 | 2015년 10월 10일 | ISBN 978-4-04-865470-8 |
| 3    | 온라인 게임의 신부는 여자아이가 아니라고 생각한 거야? Lv.3 | 2016년 4월 9일   | ISBN 978-4-04-865918-5 |
| 4    | 온라인 게임의 신부는 여자아이가 아니라고 생각한 거야? Lv.4 | 2016년 6월 10일  | ISBN 978-4-04-865919-2 |
| 5    | 온라인 게임의 신부는 여자아이가 아니라고 생각한 거야? Lv.5 | 2017년 2월 10일  | ISBN 978-4-04-892703-1 |
| 6    | 온라인 게임의 신부는 여자아이가 아니라고 생각한 거야? Lv.6 | 2017년 10월 7일  | ISBN 978-4-04-893352-0 |
| 7    | 온라인 게임의 신부는 여자아이가 아니라고 생각한 거야? Lv.7 | 2018년 3월 10일  | ISBN 978-4-04-893731-3 |
| 8    | 온라인 게임의 신부는 여자아이가 아니라고 생각한 거야? Lv.8 | 2018년 11월 10일 | ISBN 978-4-04-912183-4 |

## TV 애니메이션
2015년 8월 7일에 애니메이션화가 발표되어, 2016년 4월부터 6월까지 방송되었다. 내용은 기본적으로 원작을 따르고 있지만, 제9화는 작가 신작의 오리지널 스토리가 된다.

### 스태프
- 원작 -  키네코 시바이 (KADOKAWA 아스키 미디어웍스 전격문고 간)
- 원작 일러스트 - Hisasi
- 감독 - 야나기 신스케
- 시리즈 구성 - 타카하시 타츠야
- 캐릭터 디자인 - 야노 아카네
- 프롭 디자인 - 키타야마 케이코
- 몬스터 디자인 - 카미야 미야코
- 미술 감독 - 미야케 마사카즈
- 미술 설정 - 사나미 유리
- 색채 설계 - 타테 에미코
- 촬영 감독 - 히로오카 가쿠
- CG 디렉터 - 사이토 타케시
- 편집 - 사이토 아카리
- 음향 감독 - 이이다 사토키
- 음악 - 이우치 마이코
- 음악 제작 - NBC유니버설 엔터테인먼트 재팬
- 치프 프로듀서 - 오구라 미츠토시, 와다 아츠시
- 프로듀서 - 후쿠라 케이, 키요세 타카오
- 제작 프로듀서 - 코타니 사토시
- 애니메이션 제작 - project No.9
- 제작 - LA 운영팀

### 주제가
오프닝 테마 「1st Love Story」
노래 - Luce Twinkle Wink☆ / 작사 - 후지바야시 쇼코 / 작곡·편곡 - 오오쿠보 카오루
엔딩 테마 「ゼロイチキセキ」
노래 - 난죠 요시노 / 작사 - 난죠 / 작곡·편곡 - 하시모토 유카리

### 각화 리스트
| 화수  | 일본어 부제                           | 번역 부제                                             | 시나리오                   | 그림 콘티                    | 연출                                                  | 작화감독 | 총작화감독             |
| ----- | ------------------------------------- | ----------------------------------------------------- | -------------------------- | ---------------------------- | ----------------------------------------------------- | --- | ---------------------- |
| Lv.01 | ネトゲの嫁は 女の子じゃないと思った？ | 온라인 게임의 신부는 여자아이가 아니라고 생각한 거야? | 타카하시 타츠야 (高橋龍也) | 야나기 신스케 (柳伸亮)       | 니시카타 야스토 (西片康人)                            | 죠 노리후미(城紀史) 야나세 죠지(柳瀬譲二) | 야노 아카네 (矢野茜)   |
| Lv.02 | 学校じゃネトゲは できないと思った？   | 학교에서는 온라인 게임을 못 할 거라 생각한 거야?      | 타카하시 타츠야 (高橋龍也) | 나가이 신페이 (永居慎平)     | 나가이 신페이 (永居慎平)                              | 모리데 츠요시(森出剛) 마츠바라 카즈유키(松原一之) | 모기 타쿠지 (茂木琢次) |
| Lv.03 | ネトゲとリアルは 違うと思った？       | 온라인 게임과 현실은 다르다고 생각한 거야?            | 타카하시 타츠야 (高橋龍也) | 사카타 쥰이치 (坂田純一)     | 쿠사카 나오요시 (日下直義) 카츠마타 요시미 (勝亦祥視) | 노모토 마사유키(野本正幸) 사사키 모에(佐々木萌) | 야노 아카네            |
| Lv.04 | あの子の秘密が バレないと思った？     | 그 아이의 비밀이 들키지 않았다고 생각한 거야?         | 잣파 고우 (雑破業)         | 미우라 카즈야 (三浦和也)     | 미우라 카즈야 (三浦和也)                              | 노우미 치카(能海智佳) | 모기 타쿠지            |
| Lv.05 | 転生すればワンチャン あると思った？   | 전생하면 인생 역전할 수 있을 거라고 생각한 거야?      | 잣파 고우 (雑破業)         | 나가이 신페이                | 쿠사카 나오요시 카츠마타 요시미                       | 노모토 마사유키 사사키 모에 미야 아키히데(宮暁秀) | 야노 아카네            |
| Lv.06 | 告白したら成功 確定だと思った？       | 고백하면 성공 확정이라고 생각한 거야?                 | 타카하시 타츠야            | 쿠사카 나오요시              | 스즈키 와루오 (鈴木輪流郎)                            | 오오바 사에(大庭小枝) 한성희 | 모기 타쿠지            |
| Lv.07 | 海に行ったらリア充に なれると思った？ | 바다에 가면 리얼충이 될 수 있다고 생각한 거야?        | 잣파 고우                  | 사이토 노리아키 (斎藤徳明)   | 시노자키 야스유키 (篠崎康行)                          | 츠키야마 쇼타(築山翔太) 죠 노리후미(城紀史) | 야노 아카네            |
| Lv.08 | ネトゲの旦那を 諦めると思った？       | 온라인 게임의 남편을 포기하려고 생각한 거야?          | 잣파 고우                  | 사카타 쥰이치                | 미우라 카즈야                                         | 노우미 치카(能海知佳) 우에노 타쿠시(上野卓志) 사쿠라이 츠카사(櫻井司) | 모기 타쿠지            |
| Lv.09 | お泊まりしたら仲良く なれると思った？ | 같이 자면 사이 좋아질 거라고 생각한 거야?             | 키네코 시바이              | 나카야마 타케히로 (中山岳洋) | 아사미 마츠오 (浅見松雄)                              | 나카니시 리에(中西理恵) 마츠바라 카즈유키 무카이가와라 켄(向川原憲) 柳考相 카와하라 쿠미코(河原久美子) 미즈사와 사토시(水澤智司) | 야노 아카네            |
| Lv.10 | 文化祭なら 頑張ると思った？           | 문화제라면 힘낼 거라고 생각한 거야?                   | 타카하시 타츠야            | 도자가겐 (どじゃがげん)      | 오노다 유스케 (小野田雄亮)                            | 오오니시 코즈에(大西小枝) 한성희 안효정 김은하 | 모기 타쿠지            |
| Lv.11 | 他人任せで 勝てると思った？           | 남한테 맡겨서 이길 거라고 생각한 거야?                | 잣파 고우                  | 이와다 카즈야                | 이와다 카즈야                                         | 모리데 츠요시 마츠바라 카즈유키 츠키야마 쇼타 후쿠시마 타카아키(福島貴明) 유효상(柳孝相) 세라 코우타(世良コータ) | 모기 타쿠지            |
| Lv.12 | ネトゲの嫁は 女の子なんですよ！       | 온라인 게임의 신부는 여자아이인 거예요!               | 타카하시 타츠야 (髙橋龍也) | 사카타 쥰이치                | 쿠라모토 호다카 (藏本穂高)                            | 야나기 신스케 나카니시 리에(中西理絵) 오노 요우코(小野陽子) 타니 타쿠야(谷拓也) 츠쿠마 타케노리(津熊健徳) 히노 타카시(日野貴史) 노구치 타카유키(野口孝行) 야기 겐키(八木元喜) 시바타 카츠노리(柴田勝紀) 핫토리 켄지(服部憲治) 요시오카 토시유키(吉岡敏幸) 사토 마리나(佐藤真里菜) 나츠세 유우리(夏瀬悠李) 카와하라 쿠미코 야노 아카네 와타나베 아오이(渡邉葵) | 야노 아카네            |

### BD / DVD
| 권 | 발매일           | 수록화          | 규격품번  | 규격품번   |
| 권 | 발매일           | 수록화          | BD 초회판 | DVD 초회판 |
| -- | ---------------- | --------------- | --------- | ---------- |
| 1  | 2016년 6월 23일  | 제1화 - 제2화   | GNXA-1821 | GNBA-2461  |
| 2  | 2016년 7월 22일  | 제3화 - 제4화   | GNXA-1822 | GNBA-2462  |
| 3  | 2016년 8월 24일  | 제5화 - 제6화   | GNXA-1823 | GNBA-2463  |
| 4  | 2016년 9월 28일  | 제7화 - 제8화   | GNXA-1824 | GNBA-2464  |
| 5  | 2016년 10월 20일 | 제9화 - 제10화  | GNXA-1825 | GNBA-2465  |
| 6  | 2016년 11월 18일 | 제11화 - 제12화 | GNXA-1826 | GNBA-2466  |